# علادین‌پور
علادین‌پور (به انگلیسی: Aladinpur) یک منطقهٔ مسکونی در هند است که در پنجاب (هند) واقع شده‌است.